# Bränntjärnstorpet

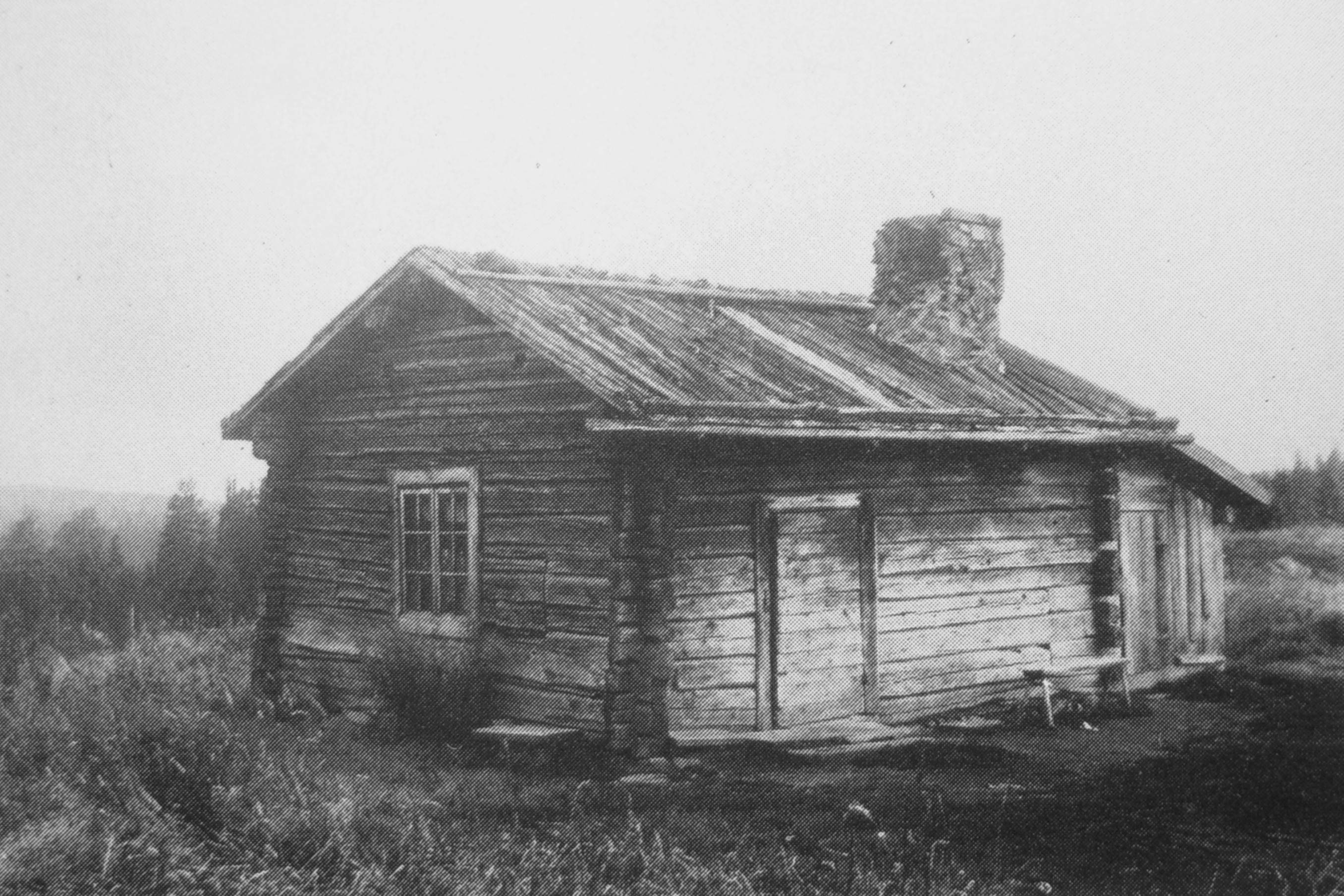
Bränntjärnstorpet 1916.

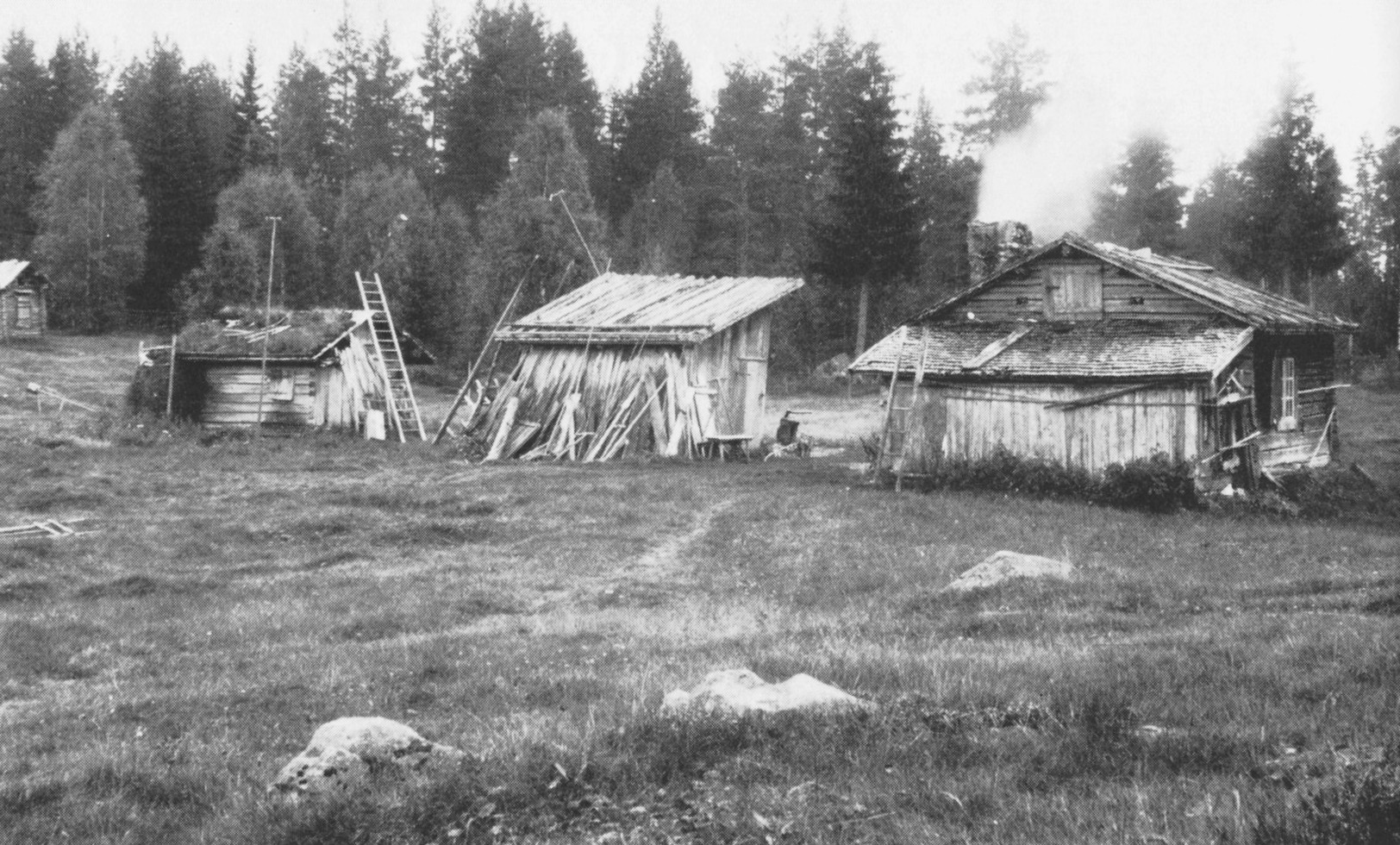
Bränntjärnstorpet 1923, när det fortfarande var permanent bebodd.

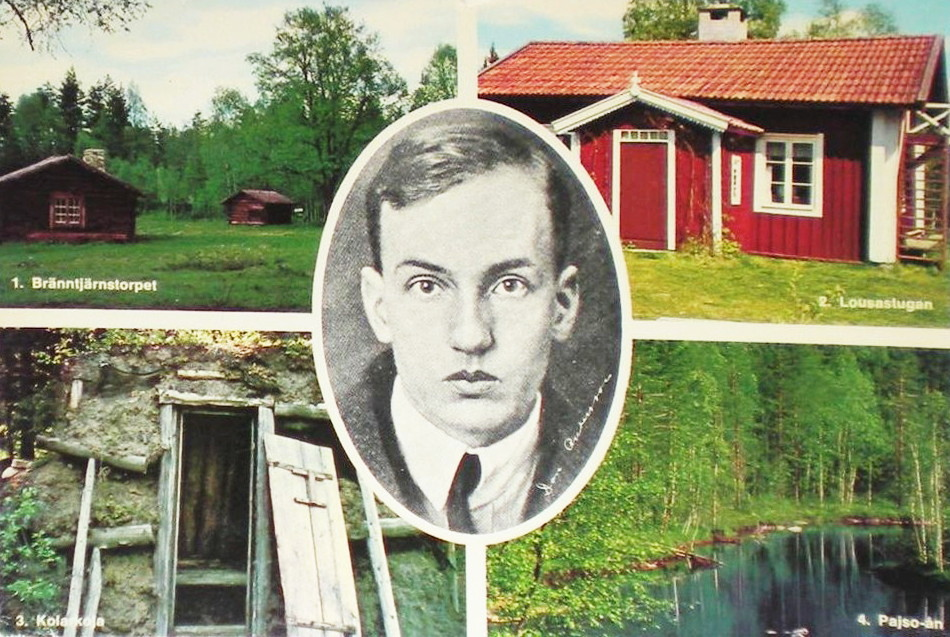
Vykort med Dan Andersson motiv:
1. Bränntjärnstorpet, 2. Luossastugan, 3. kolarkoja och 4. Pajsoån. I mitten han själv.

Bränntjärnstorpet är en kulturhistorisk byggnad från 1700-talets slut som ligger i Grangärde finnmark i  Grangärde socken, Ludvika kommun. I stugan bodde Dan Anderssons farmor, änka med fem barn. Ett av barnen var Dan Anderssons far, Adolf Andersson, som föddes här år 1854. Det lilla huset med tomten ingår numera i Ekomuseum Bergslagen. Strax söder om Bränntjärnstorpet utbreder sig naturreservatet Olkosröjningen och i närheten ligger Finngården Rikkenstorp, även den en del av Ekomuseum Bergslagen.

## Historik
Bränntjärnstorpet har sitt namn efter Bränntjärnen i vars norra ände diktaren Dan Anderssons farmors farfar, Mats Pålsson, byggde år 1793 ett rökpörte. Livet i finnskogen var fattigt. På 1800-talet brukade man säga i Grangärde finnmark att ”fattigdomen hängde tung som röken i ett pörte”.
Senare, efter 1800-talets mitt, byggdes huset om till så kallad ”svenskstuga” alltså svenskarnas sätt att bygga stugor med skorsten och fönster. I torpet bodde skaldens farmor, Anna Stina Knas. Hon blev tidigt änka med fem små barn och fick försörja sig med dagsverken åt bönderna. År 1890 såldes stugan efter en tvist med Björnhyttans bruk och änkan Anna Stina Persson flyttade in. Hon var den sista bofasta och dog 1935.  
Dan Andersson omnämnde trakten i dikten ”Hemlängtan” ur Kolvaktarens visor från 1915:
Jag vill hem till dalen vid Pajso,

till det gräsiga kärret vid So,

där skogarna murgrönsmörka

stå i ring kring mossig mo,

där starrgräs i ånga växer

vid källor som aldrig sina

och där växter väva i jorden

sina rötter silkesfina.
Kärret vid So ligger strax väster om Bränntjärnstorpet.

## Nutida bilder

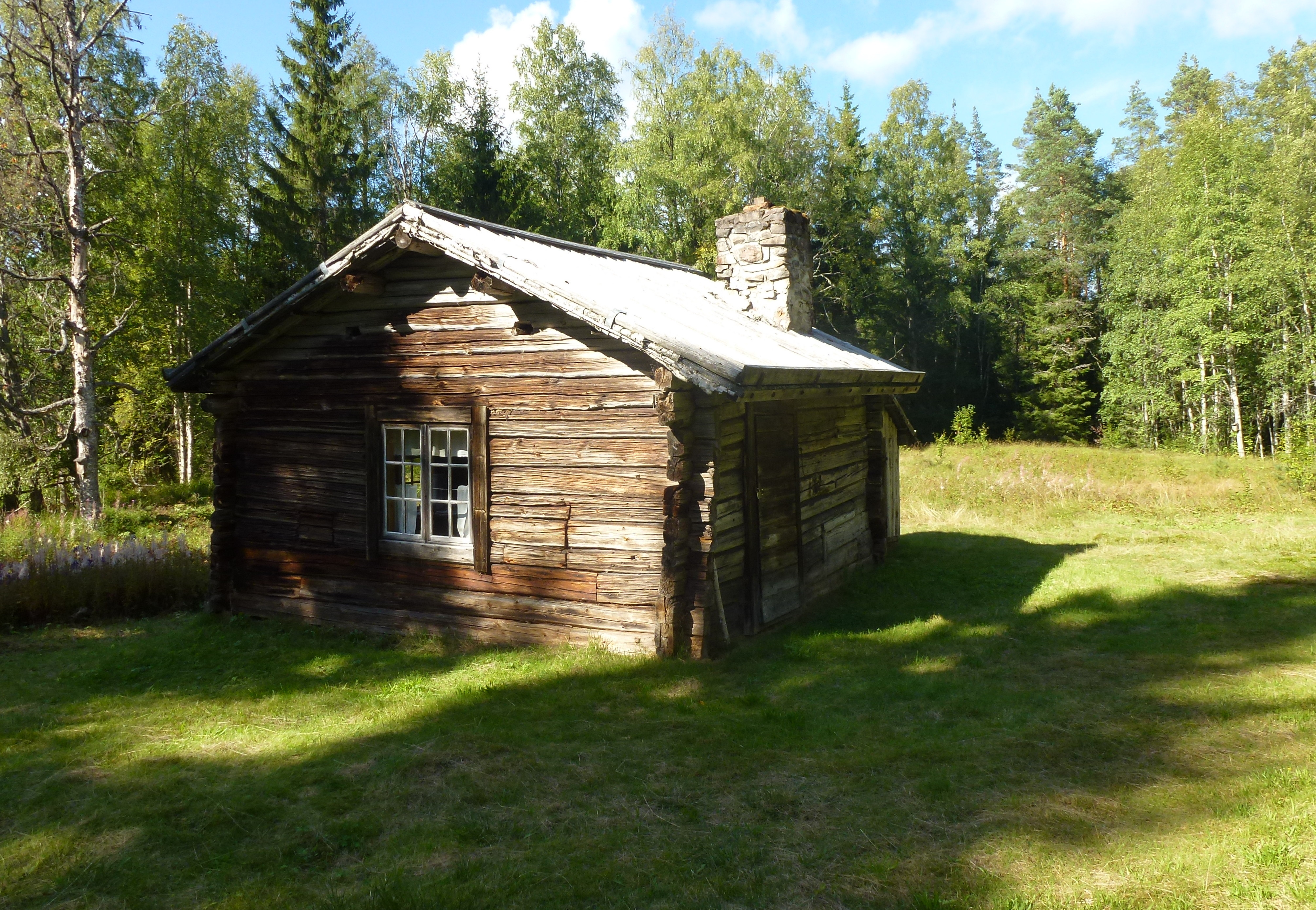
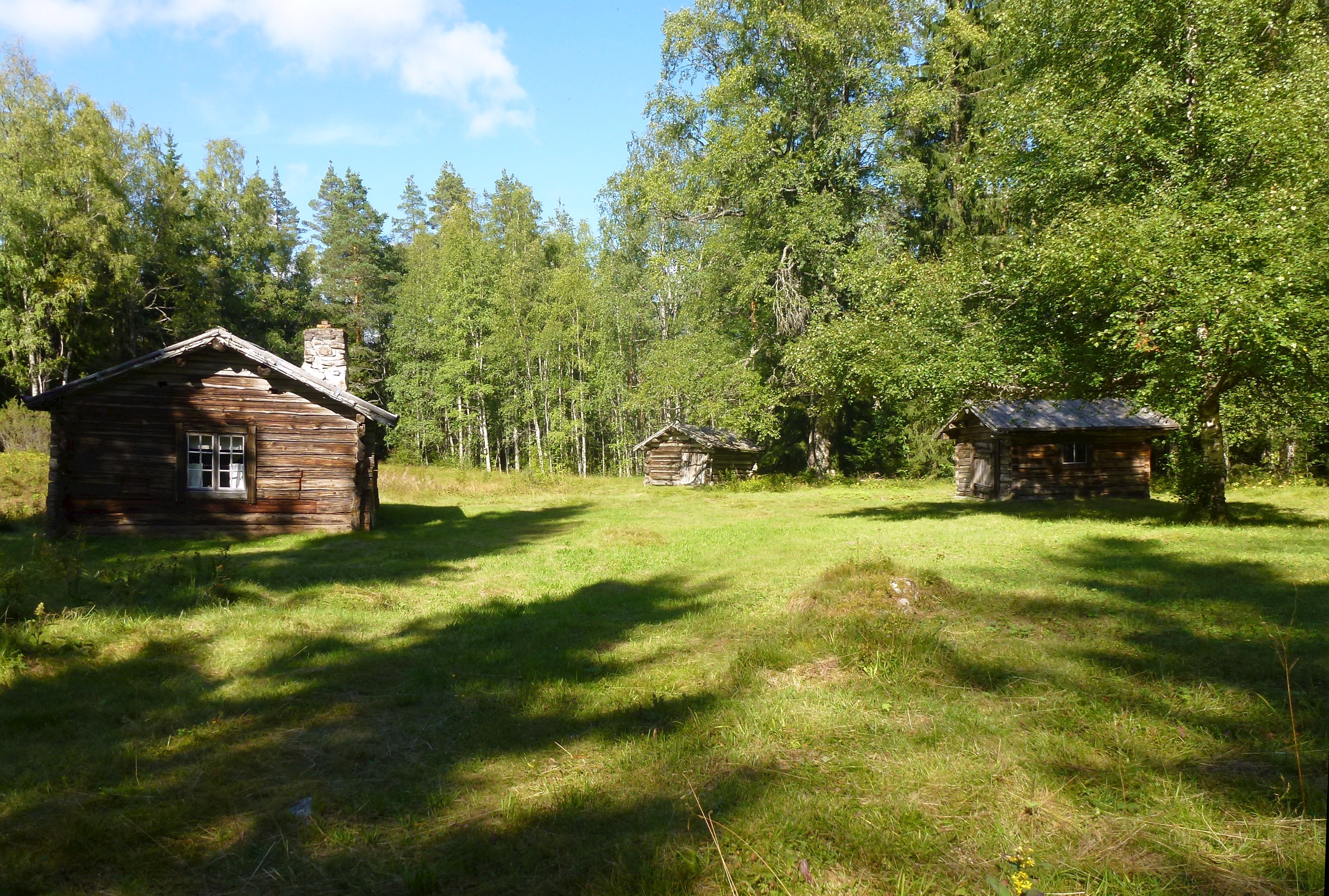
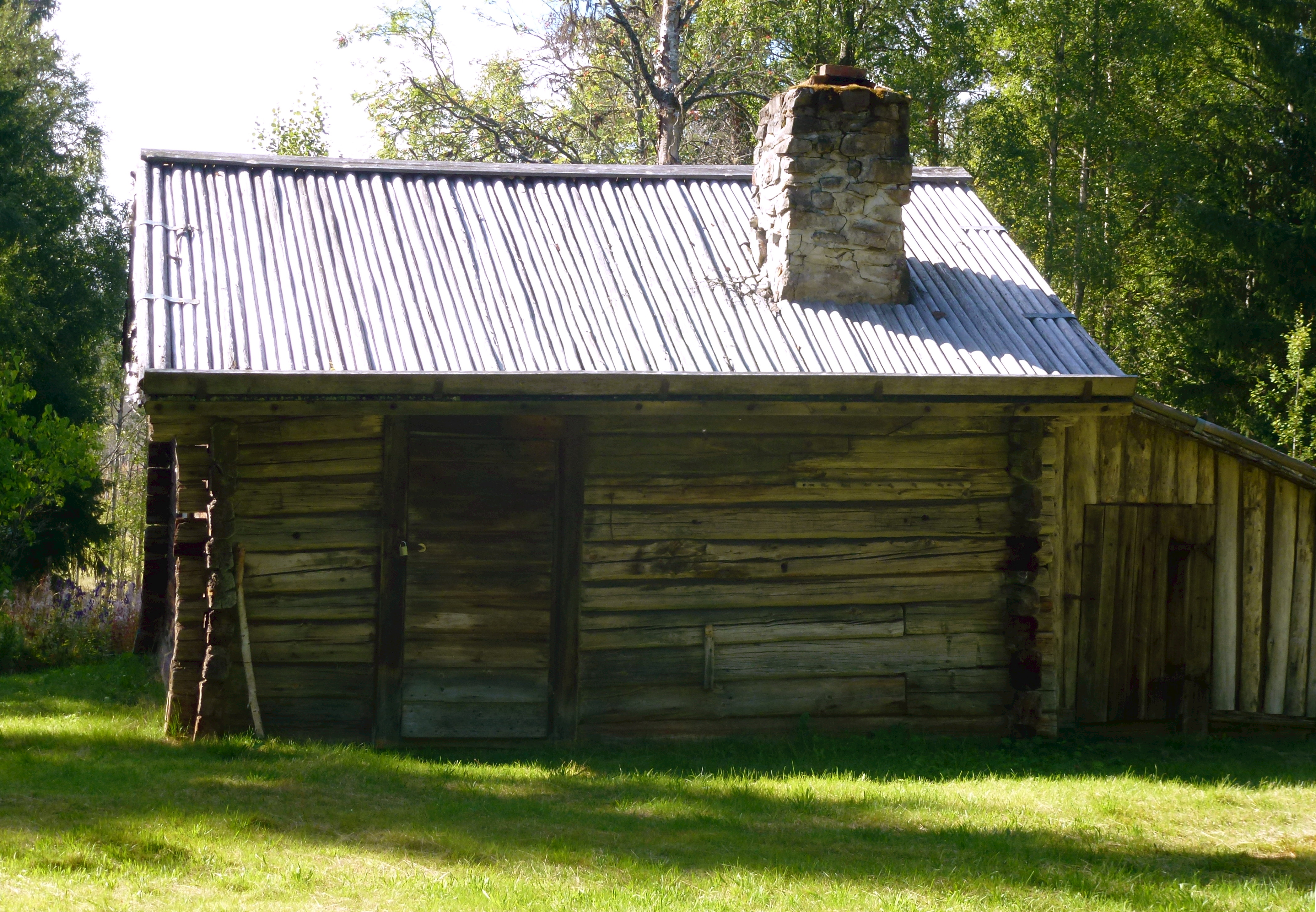
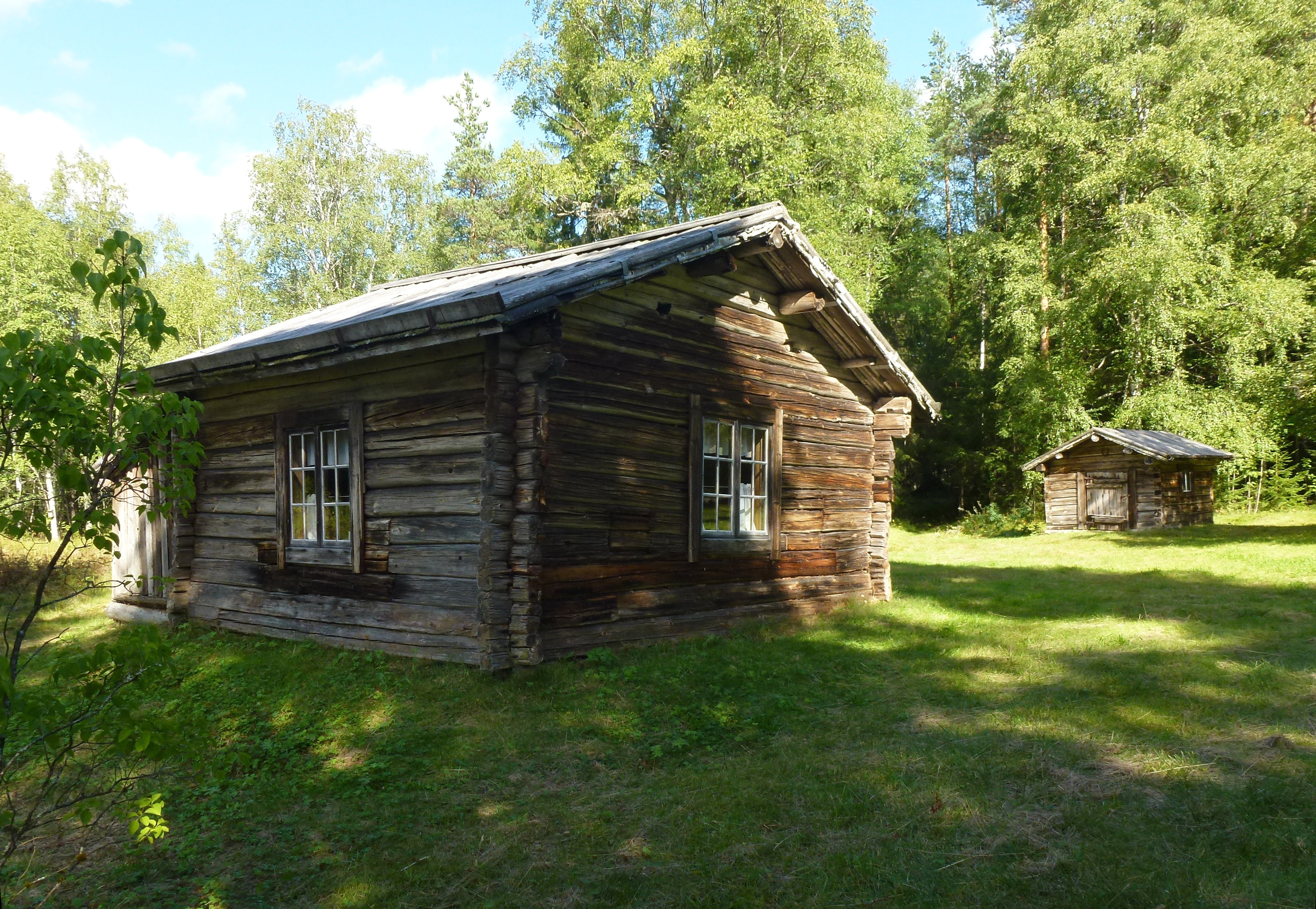
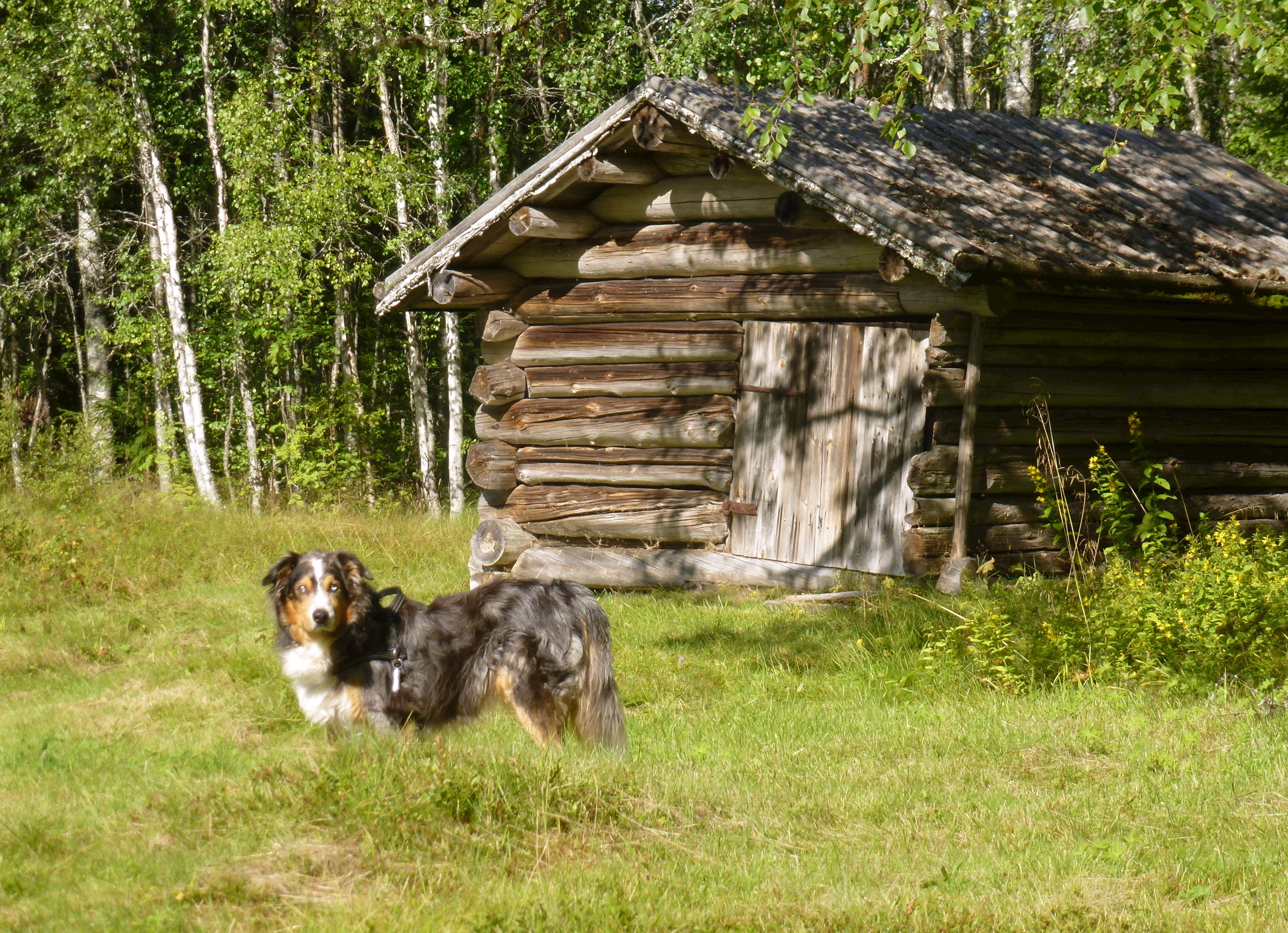
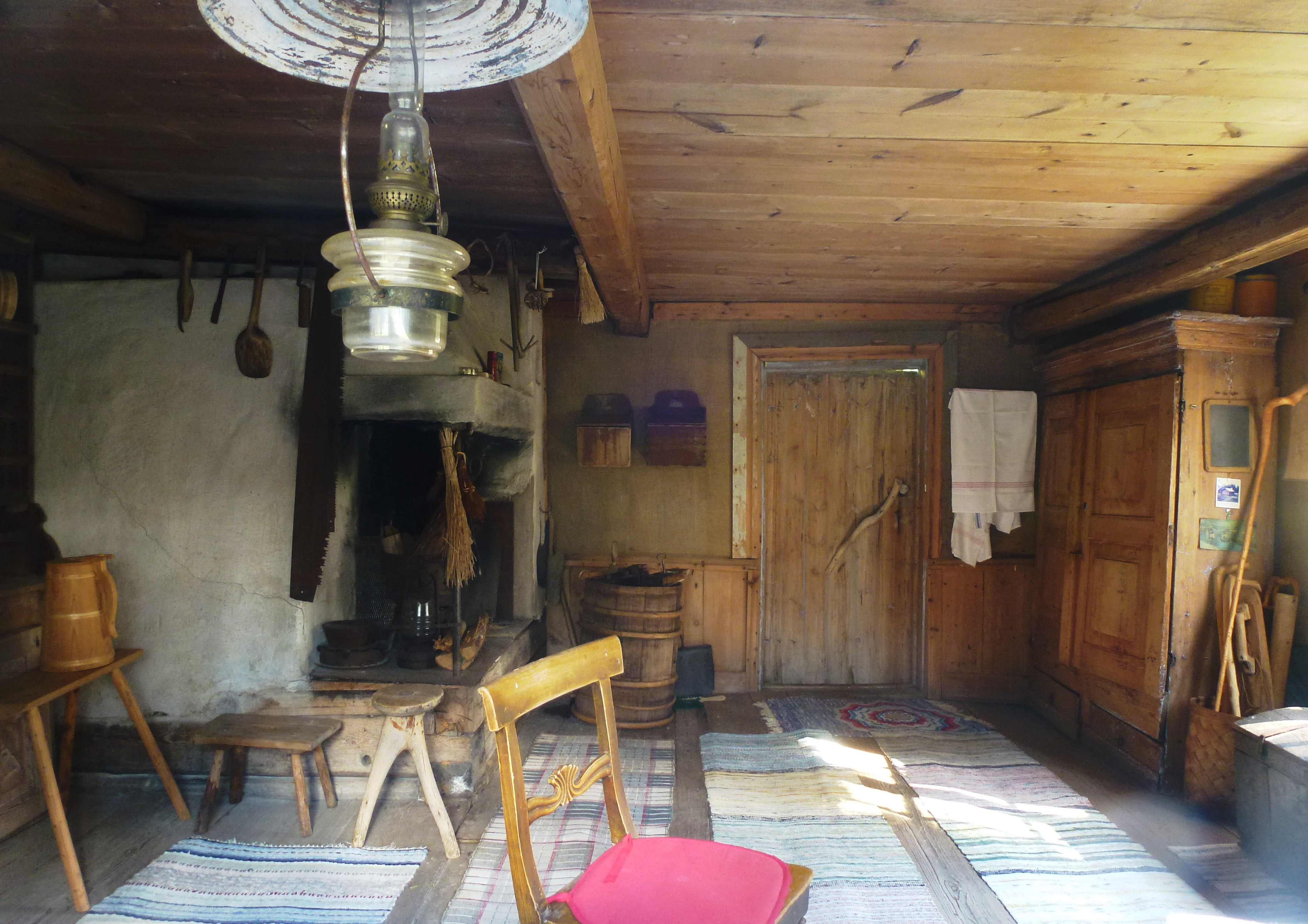
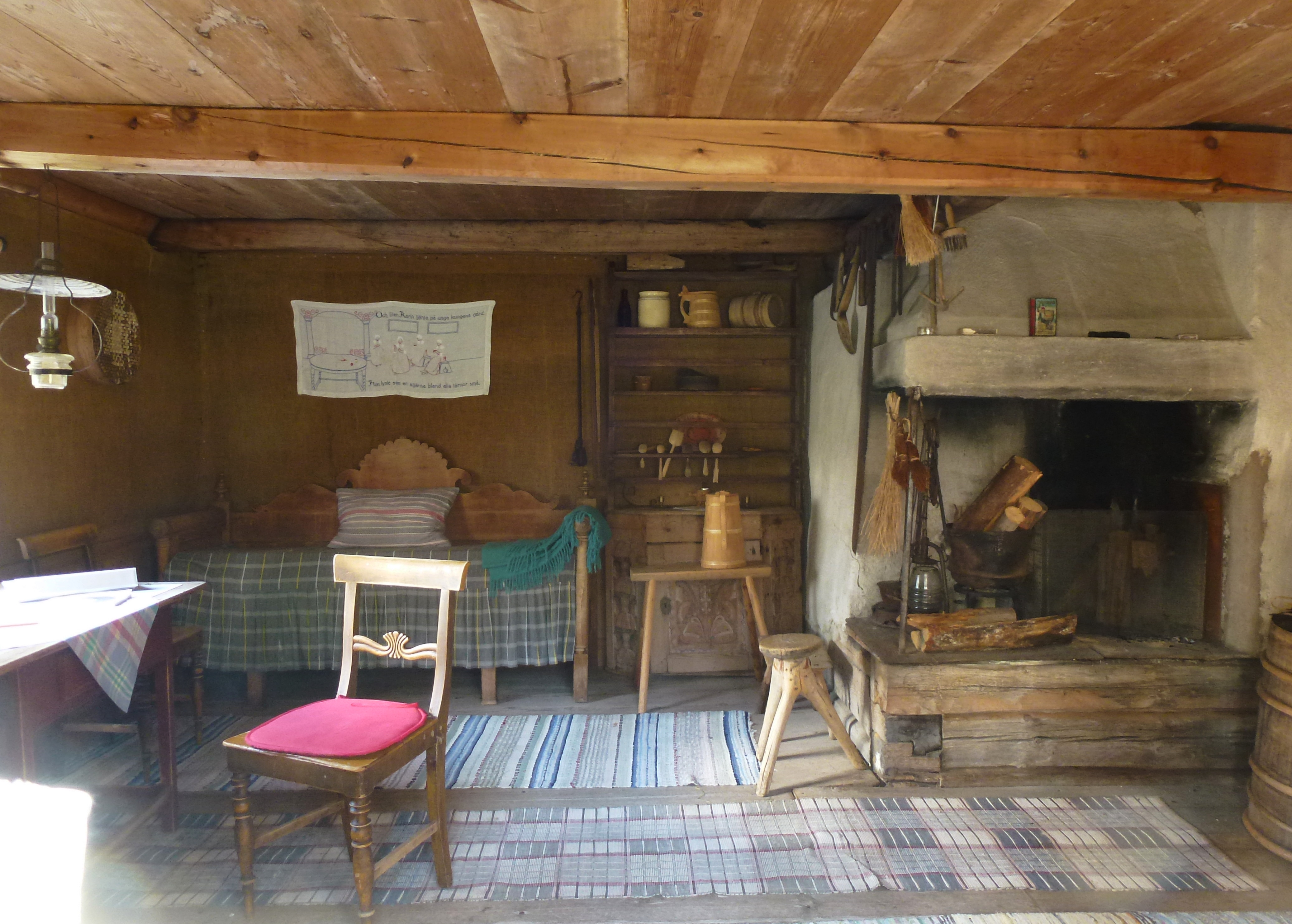
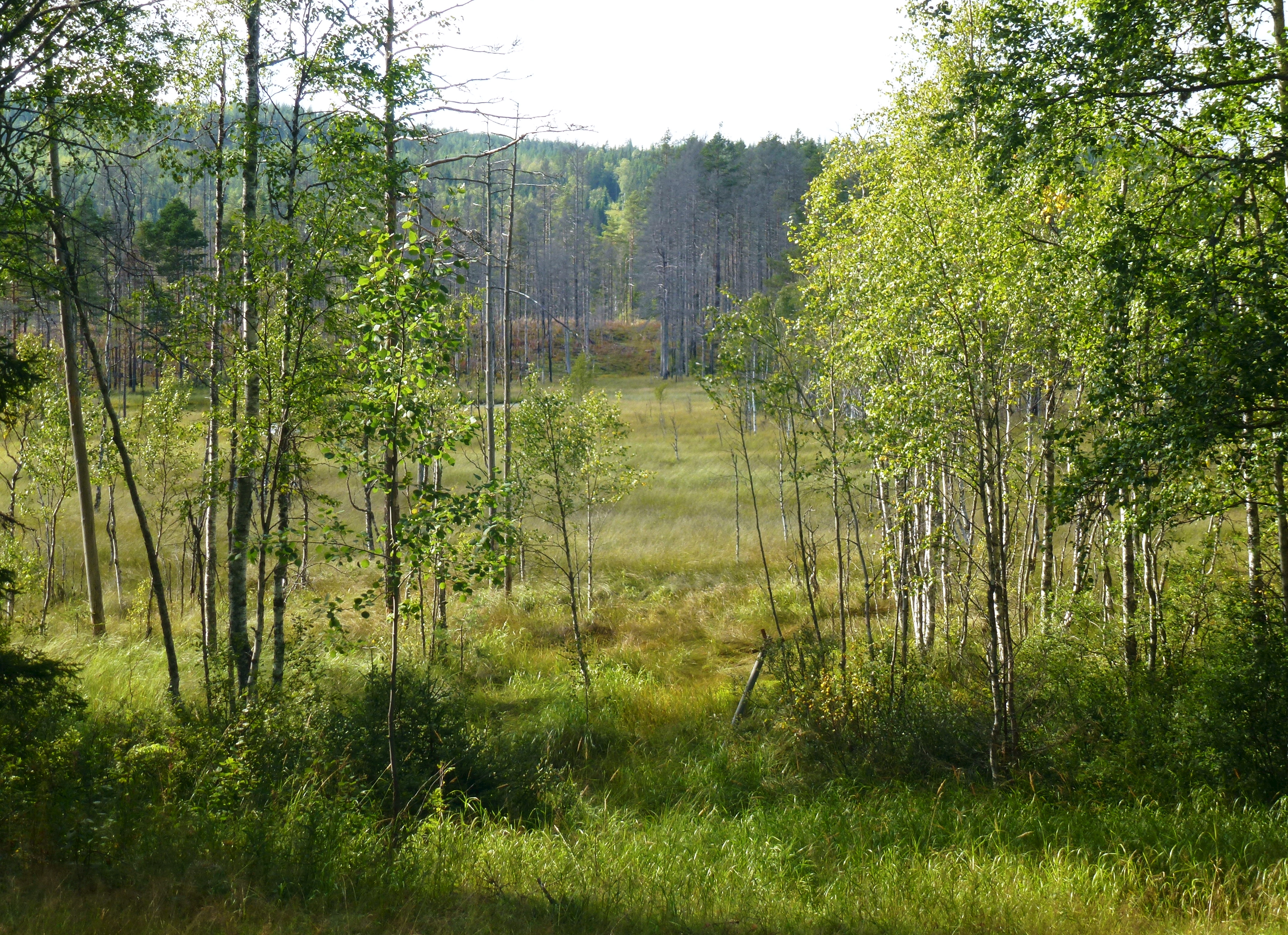